# Vânju Mare
Vânju Mare est une ville roumaine du județ de Mehedinți, dans la région historique de l'Olténie et dans la région de développement du Sud-Ouest.

## Géographie
La ville de Vănju Mare est située au sud du județ, dans la plaine de Bălăciței (Podișul Bălăciței), à 30 km au sud-est de Drobeta Turnu-Severin, la préfecture du județ.
Vânju Mare se trouve sur la route nationale DN56 qui relie Drobeta Turnu-SDeverin à Calafat, dans le județ de Gorj.
La commune se compose de la ville elle-même et des villages de Orevița Mare, Nicolae Bălcescu, Traian et Bucura. En 2002, la répartition de la population entre les villages était la suivante :
- Vânju Mare, 3 776 habitants, siège de la municipalité ;
- Orevița Mare, 1 102 habitants ;
- Nicolae Bălcescu, 949 habitants ;
- Traian, 732 habitants ;
- Bucura, 381 habitants.

## Histoire
En 1772, Vânju Mare apparaît sur un document comme hameau de Orehovița, et propriété du monastère de Târgoviște. Elle obtient le statut de ville en 1968.

## Politique
Le Conseil Municipal de Vânju Mare compte 15 sièges de conseillers municipaux. À l'issue des élections municipales de juin 2008, Țeghiu Vergică (PSD) a été élu maire de la Ville.
| Parti                                 | Nombre de conseillers |
| ------------------------------------- | --------------------- |
| Parti social-démocrate (PSD)          | 7                     |
| Parti démocrate-libéral (PD-L)        | 4                     |
| Parti national libéral (PNL)          | 3                     |
| Parti de l'Initiative nationale (PIN) | 1                     |

## Religions
En 2002, la commune comptait 99,17 % d'Orthodoxes.

## Démographie
En 2002, la répartition ethnique de la population donnait 98,54 % de Roumains et 1,45 % de Tsiganes.
| 1950  | 1974  | 1977  | 1992  | 2002  | 2007  |
| ----- | ----- | ----- | ----- | ----- | ----- |
| 2 800 | 8 900 | 8 508 | 7 645 | 6 940 | 6 555 |

## Économie
L'économie de la commune est basée sur l'agriculture, céréales et vignes principalement.

## Lieux et monuments
- Parc National des zones humides du Danube (Zona Umedă a Dunării Hinova-Salcia).